# Michel Fattal
Michel Fattal (* 1954 in Alexandria, Ägypten) ist ein französischer Philosoph und Autor.

## Leben
Michel Fattal, Dozent (MCF, seit 1994) mit der Berechtigung zur Leitung der Forschung (HDR, seit 2001) in antiker und mittelalterlicher Philosophie an der Universität Grenoble Alpes, ist seit dem 1. September 2023 emeritierter Professor. Der Emeritus wurde ihm von der Forschungskommission der Universität Grenoble Alpes verliehen.
Außerdem ist er (seit 2014) ständiger Gastprofessor (Permanent Fellow) für antike Philosophie am UNESCO-Lehrstuhl „Archai“, der die Erforschung der Ursprünge des westlichen Denkens fördert.
Er behandelt das Prinzip des Logos in der griechischen Philosophie. Insbesondere die Werke Homers, Hesiods, Heraklits, Parmenides’, Platons, Aristoteles’, Chrysippos’ und Plotins sind seine Inspirationsquellen.
Er ist Autor mehrerer Werke über Platon, Plotin und die Neuplatonische Philosophie des Augustinus und al-Farabis. Er schreibt in französischer Sprache, seine Werke wurden hauptsächlich in die italienische und die polnische Sprache übersetzt.
Er erhielt 2014 für das Buch „Platon et Plotin. Relation, Logos, Intuition“ den Prix Charles Lyon-Caen der Académie des sciences morales et politiques.
Seit dem 13. Dezember 2024 ist er ordentliches Mitglied der Académie des sciences, belles-lettres et arts de Savoie.

## Publikationen (Auswahl)
- Für eine neue Sprache des Sinns. Konvergenzen zwischen Orient und Okzident. Vorwort von P. Aubenque. Paris, Beauchesne, Bibliothek der Archive der Philosophie, 50, 1988.
- Per un nuovo linguaggio della ragione. Convergenze tra Oriente e Occidente. italienische Übersetzung Cinesello Balsamo (Milano). Universo Filosofia, San Paolo 1999.
- Logos. Między Orientem A Zachodem. polnische Übersetzung. Wydawnictwo Ifis Pan (Institut der Philosophie und der Soziologie der polnischen Akademie der Wissenschaften), Warschau 2001.
- Logos und Bild bei Plotin. L’Harmattan, Paris/Montreal 1998.
- Studien über Plotin. L’Harmattan, Paris/Montreal 2000.
- Die Philosophie von Platon 1. L’Harmattan, Paris/Budapest/Turin 2001.
- Logos Gedanke und Wahrheit in der griechischen Philosophie. L’Harmattan, Paris/Montreal/Budapest/Turin 2001.
- Logos und Sprache bei Plotin und vor Plotin. L’Harmattan, Paris 2003.
- Die Philosophie von Platon 2. L’Harmattan, Paris/Budapest/Turin 2005.
- Ricerche sul Logos da Omero a Plotino Vita e Pensiero, Temi metafisici e problemi del pensiero antico. Studi e testi, 99, Milano 2005.
- Plotin bei Augustinus. Der Einfluss Plotins auf die Gnostiker. Paris/Budapest/Turin 2006
- Plotin angesichts Platons. Der Einfluss Plotins auf Augustinus und al-Farabi. Paris, L’Harmattan, Sparte Philosophie, 2007
- Plotino, gli Gnostici e Agostino. italienische Übersetzung von Plotin angesichts Platons. Loffredo Editore, Skepsis, 20, Napoli 2008.
- Aristote et Plotin dans la Philosophie Arabe. L’Harmattan, Sparte Philosophie, 2008.
- Image, Mythe, Logos et Raison. L’Harmattan, Sparte Philosophie, 2009.
- Le langage chez Platon. Autour du. Sophiste, (Die Sprache von Platon. Um den Sophist), L’Harmattan, Sparte Philosophie, 2009.
- Saint Paul face aux philosophes épicuriens et stoïciens. L’Harmattan, Sparte Philosophie, 2010.
- Paroles et actes chez Héraclite. Auf die theoretischen Grundlagen des moralischen Handelns. L’Harmattan, Ouverture Philosophique, Paris 2011.
- Platon et Plotin. Relation, Logos, Intuition. L’Harmattan, Paris, Sparte Philosophie, 2013.
- Paul de Tarse et le Logos, Commentaire philosophique de 1 Corinthiens, 1, 17-2, 16. L’Harmattan, Ouverture Philosophique, Paris 2014, ISBN 978-2-343-03032-6.
- Du Logos de Plotin au Logos de saint Jean. Vers la solution d’un problème métaphysique ? Editions du Cerf, Paris 2014, ISBN 978-2-204-10311-4.
- Existence et Identité, Logos et technê chez Plotin, L’Harmattan, Sparte Philosophie, Paris 2015, ISBN 978-2-343-04855-0.
- Du Bien et de la Crise, Platon, Parménide et Paul de Tarse, L'Harmattan, Sparte Philosophie, 2016 ISBN 978-2-343-08612-5.
- Augustin, Penseur de la Raison?  Lettre 120 à Consentieus, L'Harmattan, Sparte Philosophie, 2016 ISBN 978-2-343-09931-6.
- Du Logos de Plotin au Logos de saint Jean : vers la solution d'un problème métaphysique ? Paris, Les Editions du Cerf, "Alpha", 2014; rééd. Paris, Les Editions du Cerf, "Cerf Patrimoines", 2016 ISBN 978-2-204-10967-3
- Conversion et Spiritualités dans l'Antiquité et au Moyen Âge L'Harmattan, Ouverture Philosophique, 2017 (ISBN 978-2-343-12582-4)
- Separation et relation chez Platon et chez Plotin L'Harmattan, Ouverture Philosophique, 2022 (ISBN 9782343255071)

| Personendaten    | Personendaten                     |
| ---------------- | --------------------------------- |
| NAME             | Fattal, Michel                    |
| KURZBESCHREIBUNG | französischer Philosoph und Autor |
| GEBURTSDATUM     | 1954                              |
| GEBURTSORT       | Alexandria, Ägypten               |